# Strobilanthes circarensis
Strobilanthes circarensis är en akantusväxtart som beskrevs av James Sykes Gamble. Strobilanthes circarensis ingår i släktet Strobilanthes och familjen akantusväxter. Inga underarter finns listade i Catalogue of Life.